# Хакасский областной комитет КПСС
Хакасский областной комитет КПСС — центральный партийный орган, существовавший в Хакасской АО с 1925 года по 6 ноября 1991 года.
Комитет избирался областными конференциями КПСС. Занимался реализацией решений областных конференций, организацией и утверждением районных партийных организаций Хакасской АО, выполнением решений ЦК партии.

## История
- В ноябре 1925 года в связи с образованием Хакасского округа на I-й Хакасской окружной конференцией РКП(б) избран Хакасский окружной комитет РКП(б).
- В декабре 1925 Хакасский окружной комитет РКП(б) переименован в Хакасский окружной комитет ВКП(б).
- В 1930 году в связи с образованием округа в автономную область Хакасский окружной комитет ВКП(б) преобразован в Хакасский областной комитет ВКП(б).
- 12 октября 1952 года Хакасский областной комитет ВКП(б) переименован в Хакасский областной комитет КПСС.
- 15 августа 1991 в связи с провозглашением хакасскими властями республики Хакасский областной комитет КПСС преобразован в Хакасский республиканский комитет КП РСФСР (в составе КПСС).
- 23 августа 1991 года деятельность КП РСФСР приостановлена, а 6 ноября того же года запрещена.

## Первые секретари РКП(б)/ВКП(б)/КПСС
- 11.1925 — 1927 ответственный секретарь Шурыгин, Егор Абрамович
- 1927—1929 ответственный секретарь Кемеров, Александр Федотович
- 1930 — 11.1931 ответственный секретарь Рязанов А. И.
- 11.1931 — 1932 ответственный секретарь Сизых, Сергей Евгеньевич
- 1932 — 9.2.1937 Сизых, Сергей Евгеньевич
- 9.2. — 20.10.1937 Кубасов, Борис Васильевич
- 11.1937 — 5.1938 и. о. Хаймс, Захар Борисович
- 5.1938 — 2.1939 Сорокин, Александр Александрович
- 1939—1942 Куликов, Константин Николаевич
- 1942—1944 Иванченко, Дмитрий Иванович
- 1944—1947 Афанасьев, Фёдор Игнатьевич
- 5.1948 — 1952 Немежиков, Тарас Николаевич
- 1952—1954 Гудилин, Николай Петрович
- 26.1.1954 — 18.7.1959 Колпаков, Влас Иванович
- 7.1959 — 1961 Страхов, Илья Кириллович
- 1961 — 13.10.1971 Данковцев, Александр Георгиевич
- 13.10 — 16.11.1971 вакансия, и. о. 2-й секретарь Областного комитета КПСС Хакасской АО
- 16.11.1971 — 31.5.1982 Крылов, Алексей Иванович
- 31.5.1982 — 6.1983 Плисов, Виктор Васильевич
- 6.1983 — 4.11.1985 Елисеев, Евгений Александрович
- 4.11.1985 — 30.10.1987 Шенин, Олег Семёнович
- 30.10.1987 — 8.1990 Казьмин, Геннадий Петрович
- 8.1990 — 15.8.1991 Абраменко, Валерий Юрьевич
- 15 — 23.8.1991 Зайцев, Михаил Васильевич